# Interszláv nyelv
Az interszláv vagy slovianski („szláv nyelv”) egy mesterséges nyelv, amit 2006-ban publikáltak először az interneten. Ez az univerzális szláv nyelv az alapnyelvezetre épül, amely lényegében ugyanaz minden szláv népnél. A szókincs jelentős részben az óegyházi szláv nyelvre épül. Elképzelések szerint a szlávok 90%-a biztosan megértené, és használná is.
Az interszláv homogén, zonális, naturalista nyelvtervezet, melyet az interlingvához hasonlóan prototípus-módszerrel alkottak meg. Az interszláv egy természetes nyelv, ellentétben például az eszperantóval, amely teljesen egy kitalált rendszeren és nyelvi alapokon nyugszik, és célja nem az egyszerűség, a közérthetőség, hanem a tudományos megértés.
Az ötlet 2006-ból származik, amikor néhány szláv származású európai kezdte úgy érezni, hogy szükség van egy olyan egyszerű szláv nyelvre, amelyet mindegyikük meg tudna érteni, és ezzel egy átjárót nyitna a népek között. Jan van Steenbergen (született 1970) holland fordító már több, mint 5 éve dolgozik csapatával egy olyan nyelv kialakításában, amelyet minden szláv nép képes lenne megérteni.
A nyelvet latin vagy cirill betűkkel írják. SIL kódja nincs.

## Szövegminta
Az emberi jogok egyetemes nyilatkozata, 1. cikk:
Vsi ljudi rodęt sę svobodni i råvni v dostojnosti i pravah. Oni sųt obdarjeni råzumom i svěstjų i imajųt postųpati jedin k drugomu v duhu bratstva.

Вси льуди родет се свободни и равни в достојности и правах. Они сут обдарьени разумом и свестју и имајут поступати једин к другому в духу братства.

Minden emberi lény szabadon születik és egyenlő méltósága és joga van. Az emberek, ésszel és lelkiismerettel bírván, egymással szemben testvéri szellemben kell hogy viseltessenek.

## Külső hivatkozások
- Az interszláv honlapja
- Wiki